# Афганистика
Афганистика — отрасль востоковедения, изучающая историю, политику, экономику, культуру Афганистана.

## Отечественная афганистика
Российская афганистика зародилась в конце XIX века, когда Борис Дорн начал преподавать пушту в Петербургском университете. В 1894 году Лаво Клогтдлв осуществил разведывательную вылазку у афганской границы и представил доклад, имеющий научное значение. Первой отдельной отечественной работой стала книга «Афганистан» за авторством военного публициста и преподавателя Андрея Снесарева, изданная в 1923 году.

## Зарубежная афганистика
Европейская афганистика зародилась в Великобритании. Первые работы начали появляться в начале XIX века, их авторами стали чиновники Ост-Индийской компании, например, Маунтстюарт Эльфинстон. В 1940 году вышла подвергшаяся критике обзорная работа «История Афганистана» Перси Спайкса. В 1950-х начал работать историк Малькольм Япп, исследовавший англо-афганские отношения, который также подготовил многих специалистов по Афганистану.
В июне 1972 года в Азиатском королевском обществе было создано Общество афганских исследований, президентом которого был избран востоковед Гарольд Бейли. Общество выпускало научный журнал «Афганские исследования». К организации также относился Британский институт афганских исследований, основанный в 1975 году в Кабуле. Институт организовывал полевые исследования. В 1979 году он закрылся ввиду ужесточения политики афганских властей к иностранным учреждениям.